# Барын (Ошская область)
Барын (кирг. Барын) — село в Ноокатском районе Ошской области Кыргызстана. Входит в состав Мирмахмудовского айылного аймака.

## География
Село расположено в западной части области, на правом берегу реки Кыргыз-Ата, у восточной окраины города Ноокат, административного центра района.

## Население
Согласно оценочным данным Национального статистического комитета Кыргызской Республики, численность населения села на начало 2023 года составляла 11 274 человека.
| год     | 2009 | 2014 | 2015 | 2020 | 2021   | 2023   |
| ------- | ---- | ---- | ---- | ---- | ------ | ------ |
| человек | 2130 | 2344 | 8188 | 9990 | 10 619 | 11 274 |